# Ciclismo nos Jogos Olímpicos de Verão de 2012 - Velocidade feminino
A prova de velocidade individual feminino do ciclismo nos Jogos Olímpicos de Verão de 2012 foi realizada entre os dias 5 e 7 de agosto no Velódromo de Londres.
No total, 18 ciclistas participaram da competição que teve vitória de Anna Meares da Austrália na disputa da medalha de ouro contra a britânica Victoria Pendleton. O bronze foi conquistado por Guo Shuang da China.

## Calendário
Horário local (UTC+1)
| Dia         | Horário     | Fase                        |
| ----------- | ----------- | --------------------------- |
| 5 de agosto | 11:00 16:00 | Qualificação Fases iniciais |
| 6 de agosto | 16:35       | Quartas-de-final            |
| 7 de agosto | 16:00 17:25 | Semifinal Final             |

## Medalhistas
| Ouro   | AUS Anna Meares        |
| Prata  | GBR Victoria Pendleton |
| Bronze | CHN Guo Shuang         |

## Resultados

### Qualificação
A qualificação determinou as baterias para a primeira fase.
| Pos. | Ciclista               | Tempo  | Velocidade média (km/h) |
| ---- | ---------------------- | ------ | ----------------------- |
| 1    | GBR Victoria Pendleton | 10.724 | 67.139                  |
| 2    | AUS Anna Meares        | 10.805 | 66.635                  |
| 3    | CHN Guo Shuang         | 11.020 | 65.335                  |
| 4    | GER Kristina Vogel     | 11.027 | 65.294                  |
| 5    | BLR Olga Panarina      | 11.080 | 64.981                  |
| 6    | CUB Lisandra Guerra    | 11.109 | 64.812                  |
| 7    | HKG Lee Wai Sze        | 11.203 | 64.268                  |
| 8    | LTU Simona Krupeckaitė | 11.234 | 64.091                  |
| 9    | NZL Natasha Hansen     | 11.241 | 64.051                  |
| 10   | UKR Lyubov Shulika     | 11.319 | 63.609                  |
| 11   | NED Willy Kanis        | 11.322 | 63.593                  |
| 12   | CAN Monique Sullivan   | 11.347 | 63.593                  |
| 13   | COL Juliana Gaviria    | 11.376 | 63.291                  |
| 14   | KOR Lee Hye-Jin        | 11.405 | 63.130                  |
| 15   | FRA Virginie Cueff     | 11.439 | 62.942                  |
| 16   | VEN Daniela Larreal    | 11.569 | 62.235                  |
| 17   | JPN Kayono Maeda       | 11.600 | 62.068                  |
| 18   | RUS Ekaterina Gnidenko | 11.649 | 61.807                  |

### Primeira fase
As vencedoras da cada bateria avançaram para a segunda fase e as derrotadas disputaram a repescagem.
| Ciclista               | Tempo  | Velocidade média (km/h) |
| ---------------------- | ------ | ----------------------- |
| GBR Victoria Pendleton | 11.775 | 61.146                  |
| RUS Ekaterina Gnidenko |        |                         |

| Ciclista            | Tempo  | Velocidade média (km/h) |
| ------------------- | ------ | ----------------------- |
| CHN Guo Shuang      | 11.371 | 63.318                  |
| VEN Daniela Larreal |        |                         |

| Ciclista          | Tempo  | Velocidade média (km/h) |
| ----------------- | ------ | ----------------------- |
| BLR Olga Panarina | 11.608 | 62.026                  |
| KOR Lee Hye-Jin   |        |                         |

| Ciclista             | Tempo  | Velocidade média (km/h) |
| -------------------- | ------ | ----------------------- |
| HKG Lee Wai Sze      | 11.300 | 63.716                  |
| CAN Monique Sullivan |        |                         |

| Ciclista           | Tempo  | Velocidade média (km/h) |
| ------------------ | ------ | ----------------------- |
| NZL Natasha Hansen |        |                         |
| UKR Lyubov Shulika | 11.808 | 60.975                  |

| Ciclista         | Tempo  | Velocidade média (km/h) |
| ---------------- | ------ | ----------------------- |
| AUS Anna Meares  | 11.800 | 61.016                  |
| JPN Kayono Maeda |        |                         |

| Ciclista           | Tempo  | Velocidade média (km/h) |
| ------------------ | ------ | ----------------------- |
| GER Kristina Vogel | 11.605 | 62.042                  |
| FRA Virginie Cueff |        |                         |

| Ciclista            | Tempo  | Velocidade média (km/h) |
| ------------------- | ------ | ----------------------- |
| CUB Lisandra Guerra | 11.390 | 63.213                  |
| COL Juliana Gaviria |        |                         |

| Ciclista               | Tempo  | Velocidade média (km/h) |
| ---------------------- | ------ | ----------------------- |
| LTU Simona Krupeckaitė | 11.528 | 62.456                  |
| NED Willy Kanis        |        |                         |

### Repescagem da primeira fase
Os vencedores de cada bateria classificaram-se para a segunda fase.
| Ciclista               | Tempo  | Velocidade média (km/h) |
| ---------------------- | ------ | ----------------------- |
| NZL Natasha Hansen     | 11.882 | 60.595                  |
| COL Juliana Gaviria    |        |                         |
| RUS Ekaterina Gnidenko |        |                         |

| Ciclista            | Tempo  | Velocidade média (km/h) |
| ------------------- | ------ | ----------------------- |
| NED Willy Kanis     | 11.643 | 61.839                  |
| FRA Virginie Cueff  |        |                         |
| VEN Daniela Larreal |        |                         |

| Ciclista             | Tempo  | Velocidade média (km/h) |
| -------------------- | ------ | ----------------------- |
| CAN Monique Sullivan | 11.572 | 62.219                  |
| KOR Lee Hye-Jin      |        |                         |
| JPN Kayono Maeda     |        |                         |

### Segunda fase
Os vencedores da cada bateria avançaram para as quartas-de-final e os derrotados disputaram a repescagem.
| Ciclista               | Tempo  | Velocidade média (km/h) |
| ---------------------- | ------ | ----------------------- |
| GBR Victoria Pendleton | 11.840 | 60.810                  |
| NED Willy Kanis        |        |                         |

| Ciclista           | Tempo  | Velocidade média (km/h) |
| ------------------ | ------ | ----------------------- |
| CHN Guo Shuang     | 11.431 | 62.986                  |
| NZL Natasha Hansen |        |                         |

| Ciclista               | Tempo  | Velocidade média (km/h) |
| ---------------------- | ------ | ----------------------- |
| BLR Olga Panarina      |        |                         |
| LTU Simona Krupeckaitė | 11.486 | 62.685                  |

| Ciclista             | Tempo  | Velocidade média (km/h) |
| -------------------- | ------ | ----------------------- |
| AUS Anna Meares      | 11.566 | 62.251                  |
| CAN Monique Sullivan |        |                         |

| Ciclista           | Tempo  | Velocidade média (km/h) |
| ------------------ | ------ | ----------------------- |
| GER Kristina Vogel | 11.547 | 62.353                  |
| UKR Lyubov Shulika |        |                         |

| Ciclista            | Tempo  | Velocidade média (km/h) |
| ------------------- | ------ | ----------------------- |
| CUB Lisandra Guerra | 11.485 | 62.690                  |
| HKG Lee Wai Sze     |        |                         |

### Repescagem da segunda fase
Os vencedores da cada bateria classificaram-se para as quartas-de-final e os derrotados disputaram do 9º ao 12º lugares.
| Ciclista           | Tempo  | Velocidade média (km/h) |
| ------------------ | ------ | ----------------------- |
| NED Willy Kanis    |        |                         |
| UKR Lyubov Shulika | 11.461 | 62.821                  |
| HKG Lee Wai Sze    |        |                         |

| Ciclista             | Tempo  | Velocidade média (km/h) |
| -------------------- | ------ | ----------------------- |
| CAN Monique Sullivan |        |                         |
| NZL Natasha Hansen   |        |                         |
| BLR Olga Panarina    | 11.443 | 62.920                  |

### Classificação 9º–12º lugar
| Ciclsta              | Tempo  | Velocidade média (km/h) | Pos. |
| -------------------- | ------ | ----------------------- | ---- |
| NED Willy Kanis      | 11.852 | 60.749                  | 9    |
| HKG Lee Wai Sze      |        |                         | 10   |
| CAN Monique Sullivan |        |                         | 11   |
| NZL Natasha Hansen   |        |                         | 12   |

### Quartas-de-final
Os vencedores da cada bateria avançaram para as semifinais e os derrotados disputaram do 5º ao 8º lugares.
| Ciclista               | Tempo (corrida 1) | Tempo (corrida 2) |
| ---------------------- | ----------------- | ----------------- |
| GBR Victoria Pendleton | 11.226            | 11.339            |
| BLR Olga Panarina      |                   |                   |

| Ciclista            | Tempo (corrida 1) | Tempo (corrida 2) | Tempo (corrida 3) |
| ------------------- | ----------------- | ----------------- | ----------------- |
| CHN Guo Shuang      |                   | 11.283            | 11.337            |
| CUB Lisandra Guerra | 11.536            |                   |                   |

| Ciclista           | Tempo (corrida 1) | Tempo (corrida 2) |
| ------------------ | ----------------- | ----------------- |
| AUS Anna Meares    | 11.465            | 11.573            |
| UKR Lyubov Shulika |                   |                   |

| Ciclista               | Tempo (corrida 1) | Tempo (corrida 2) |
| ---------------------- | ----------------- | ----------------- |
| GER Kristina Vogel     | 11.541            | 11.568            |
| LTU Simona Krupeckaitė |                   |                   |

### Classificação 5º–8º lugar
| Ciclista               | Tempo  | Velocidade média (km/h) | Pos. |
| ---------------------- | ------ | ----------------------- | ---- |
| LTU Simona Krupeckaitė | 11.812 | 60.954                  | 5    |
| CUB Lisandra Guerra    |        |                         | 6    |
| UKR Lyubov Shulika     |        |                         | 7    |
| BLR Olga Panarina      |        |                         | 8    |

### Semifinais
Os vencedores da cada bateria avançaram para a final e os derrotados disputaram a medalha de bronze.
| Ciclista               | Tempo (corrida 1) | Tempo (corrida 2) |
| ---------------------- | ----------------- | ----------------- |
| GBR Victoria Pendleton | 11.481            | 11.538            |
| GER Kristina Vogel     |                   |                   |

| Ciclista        | Tempo (corrida 1) | Tempo (corrida 2) |
| --------------- | ----------------- | ----------------- |
| AUS Anna Meares | 11.683            | 11.284            |
| CHN Guo Shuang  |                   |                   |

### Finais
Disputa pelo bronze
| Ciclista           | Tempo (corrida 1) | Tempo (corrida 2) | Pos.              |
| ------------------ | ----------------- | ----------------- | ----------------- |
| GER Kristina Vogel |                   |                   | 4                 |
| CHN Guo Shuang     | 11.532            | 11.591            | Medalha de bronze |

Disputa pela ouro
| Ciclista               | Tempo (corrida 1) | Tempo (corrida 2) | Pos.             |
| ---------------------- | ----------------- | ----------------- | ---------------- |
| GBR Victoria Pendleton | REL               |                   | Medalha de prata |
| AUS Anna Meares        | 11.218            | 11.348            | Medalha de ouro  |